# إيلي شيلبي هاموند
إيلي شيلبي هاموند (بالإنجليزية: Eli Shelby Hammond) هو محامي وقاضي أمريكي، ولد في 1 أبريل 1838 في براندون في الولايات المتحدة، وتوفي في 17 ديسمبر 1904.